# Tapatío
A tapatío, vagy nőnemű alakjában tapatía egy főnévként is használható melléknév a mexikói spanyol nyelvjárásban, jelentése: Guadalajara (a mexikói Jalisco állam fővárosa) lakója, vagy onnan származó.

## A szó eredete
A tapatío a navatl nyelvű tapatiotl szóból rövidült le. Ezzel a szóval egykor a tonalái indiánok fizetőeszközéül szolgáló, három piciny táskából álló egységet jelölték.
A népi etimológia azonban máshogyan, a következő „legendával” magyarázza a szó létrejöttét: még a spanyol gyarmati időkben élt a Guadalajara melletti San Pedro Talquepaquéban egy mesztic, aki nagyon jó minőségű tamalt árult, és vele élt nagybátyja is, aki viszont annyira öreg volt már, hogy csak abban tudott segédkezni, hogy amikor unokaöccse kiszolgált egy vevőt, ő addig lefedte a fazekat. Ezért, amikor a vásárlók megálltak nála, gyakran hallották, hogy azt kiabálja az öregnek: „Fedd le, bácsikám!”, spanyolul „¡Tapa, tío!”

## A szót tartalmazó elnevezések
- La Perla Tapatía – maga Guadalajara város
- Jarabe tapatío – guadalajarai eredetű tánc
- Clásico tapatío – klasszikus labdarúgó-rangadó Guadalajara két legjelentősebb csapata, a CD Guadalajara (Chivas) és az Atlas között